# マグヌス1世 (ノルウェー王)
マグヌス1世（Magnus I、1024年 - 1047年10月25日）はノルウェー王（在位：1035年 - 1047年）およびデンマーク王（在位：1042年 - 1047年）。聖オーラヴの庶子で、善王（den Gode）として知られていた。

## 生涯
1028年から1035年の間、ノルウェーから追放されていたが、クヌート大王の死後、デンマークの支配に疲弊していたノルウェーの貴族達に呼び戻された。また、デンマーク王ハーデクヌーズと一方が後継者なく死去した場合は他方がその王位を継承するという協定を結んでいたため、1042年にハーデクヌーズが死去した際、クヌーズの姉エストリズ・スヴェンスダッタの息子スヴェンを王にする声があったにもかかわらず、デンマークの王にもなった。デンマークの南方国境で大騒乱があり、1043年にマグヌスが重要な勝利をLyrskov Hedeでおさめた。こうして彼は善王と呼ばれるようになった。
ライバルであったスヴェンは諦めずに彼らの間には無数の闘争があった。事態はスヴェンをデンマークの伯爵にする事で解決がはかられた。

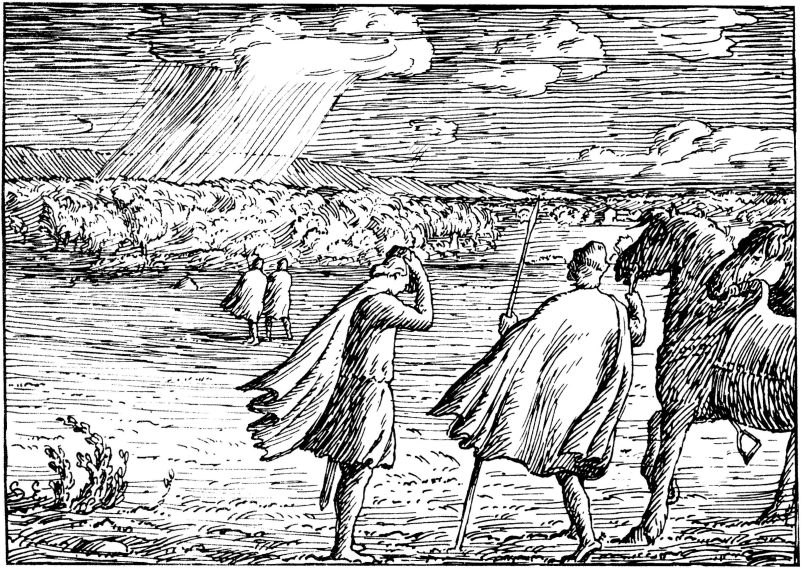
『マグヌス善王のサガ』の一場面

また、マグヌスの権力を奪い取ろうとする叔父のハーラルともノルウェーで紛争を起こした。1046年、マグヌスはハーラルに権力を割譲する事を強いられた。1047年、スヴェンはスウェーデン王アーヌンド・ヤーコブの助けを借りてデンマークから追い出された。スヴェンは充分な支持を集める事ができずに、スカニアへ追われた。マグヌスは1047年に落馬して死んだ。死の床で彼はデンマークの後継者がスヴェン、ノルウェーの後継者がハーラルであることを宣言した。遺骸はノルウェーへ運ばれ、彼の父と同じくトロンハイムのニーダロス大聖堂に埋められた。彼の死により、聖オーラヴの直系による王位は途絶え、それが復活したのは1280年にマグヌスの実の姉妹ヴルフヒルト（ザクセン公オルドルフと結婚、ザクセン公マグヌスの母）の子孫を母に持つエイリーク2世が王位を継いだ1回限りであった。

## 子孫
マグヌスは結婚しなかったが、娘ラグンヒル（Ragnhild Magnusdatter）がおり、ノルウェーの貴族ホーコン・イーヴァルソン（Håkon Ivarsson jarl）と結婚し、娘スンニヴァをもうけた。スンニヴァの息子ヘーコン・スンニヴァッソンは、デンマーク王エーリク1世の娘ラグンヒルと結婚し、2人の間の息子はデンマーク王エーリク3世となった。

## 関連書籍
- スノッリ・ストゥルルソン「マグヌース善王のサガ」『ヘイムスクリングラ - 北欧王朝史』 3巻、谷口幸男訳、プレスポート〈1000点世界文学大系 北欧篇3-3〉、2010年1月。ISBN 978-4-905392-06-4。